# 國重徹
國重 徹（くにしげ とおる、1974年11月23日 - ）は、日本の政治家、弁護士、税理士。公明党所属の元衆議院議員（4期）。総務大臣政務官を務めた。実弟は元プロボクサーの國重隆。

## 経歴
1974年11月23日、大阪府大阪市に生まれる。関西創価小学校（1期生）、関西創価中学校・高等学校を経て創価大学法学部を卒業した。
2002年、司法試験に合格（司法修習57期）。2004年、大阪弁護士会に弁護士登録。2012年には近畿税理士会に税理士登録した。
2012年12月16日に投開票された第46回衆議院議員総選挙に大阪5区から公明党公認候補（引退を表明した谷口隆義の後継）として立候補し、初当選する。2014年12月14日に投開票された第47回衆議院議員総選挙、2017年10月22日に投開票された第48回衆議院議員総選挙でも再選された。
2018年、 第4次安倍改造内閣で総務大臣政務官に就任。2019年1月、公明党総務部会長に就任するとともに、公明党国会対策副委員長に再任される。2020年5月には公明党インターネット上の誹謗中傷・人権侵害等の対策検討プロジェクトチーム座長、同年11月には公明党税制調査会事務局次長に就任した。2021年3月には公明党同性婚検討ワーキングチーム座長に就任した。
2021年10月31日に投開票された第49回衆議院議員総選挙に大阪5区から立候補し、106,508票を獲得して4選を果たす。2024年10月27日に投開票された第50回衆議院議員総選挙でも同区から立候補したが、初めて候補者を擁立した日本維新の会の梅村聡に敗れて落選した。

## 政策
夫婦別姓
選択的夫婦別姓制度導入にどちらかといえば賛成。「結婚で姓が変わることで自己喪失感に陥る人がいる。そうした人が少数であっても、人権の観点から尊重する必要がある」と述べている。
日本国憲法
2012年の第46回衆議院議員総選挙においては、日本国憲法の改正に賛意を示していた。また、2014年の第47回衆議院議員総選挙において、日本国憲法第9条の改正については反対すると主張している。
集団的自衛権
フルサイズの集団的自衛権の行使解禁には反対。2012年の第46回衆議院議員総選挙に際し、集団的自衛権の行使を禁じた憲法解釈を変更すべきか問われ、見直す必要はないと回答していた。その上で、自国防衛の自衛の措置に限定した集団的自衛権の行使容認を盛り込んだ「我が国及び国際社会の平和及び安全の確保に資するための自衛隊法等の一部を改正する法律」案と「国際平和共同対処事態に際して我が国が実施する諸外国の軍隊等に対する協力支援活動等に関する法律」案が第189回国会に上程された際には、賛成票を投じた。
人に優しい「デジタル社会」
若者の声を基に、携帯電話料金引き下げに尽力してきた。高齢者などにスマートフォンの使い方を教える支援やオンライン診療の普及などを推進してきた。
「物流の2024年問題」の解消
トラック運転手の働き方改革では物流の停滞に対応した効率化の推進や、運賃適正化など労働環境を改善する仕組みを訴えてきた。建設業の処遇改善や価格転嫁も国に要請してきた。
舟運で世界に魅力発信
淀川を観光資源とし、2025年大阪・関西万博に来場した国内外の観光客に舟運を通じて、世界に「かわまちづくり」の魅力を発信してきた。淀川大堰では船の通り道となる閘門が2025年3月に完成され、大阪湾から京都方面まで淀川を船で往来できるようになった。万博会場の夢洲への水上ルートの発着地である十三（大阪市淀川区）では、飲食店などを備えた船着き場の整備が進んでいる。
若者政策
公明党はこれまで「ユーストークミーティング」や「ボイス・アクション」などを通じて、若者の声を集め、政策に生かしてきた。公明党青年委員会委員長として、2024年7月から、日本の社会や地域の未来を議論する「ユースディスカッション」を始動させた。
単身の若者に対しての住宅支援
2024年3月13日の衆議院国土交通委員会で、少子高齢化に伴う労働力減少などの国内課題を見据え、既存の住宅ストックを適切に活用する意義を強調した。ライフステージに応じて、良質な中古住宅を売買できる環境を整えるため住宅評価を適正に評価する手法を普及させることが重要だとし、国交省と金融庁との連携を促した。
結婚したくても結婚できない「不本意未婚」対策
結婚したくても結婚できない「不本意未婚」が若年層（20歳〜34歳）で約4割に及んでいる。その現状を踏まえ、空き家を若者向けの低廉な家賃シェアハウスや交流型賃貸マンションなどに活用する取り組みなど、住宅支援と新たな人間関係の構築に向けた支援を進めることを検討している。
性的少数者への理解促進
2023年4月28日の衆議院内閣委員会で、LGBTなど性的マイノリティ（少数者）の当事者は孤独・孤立を感じやすい傾向があるとし、孤独・孤立対策、理解促進の取り組みの必要性を主張した。『自治実務セミナー』2023年9月号の特集記事では、自治体のLGBT・SOGI施策の今後について寄稿した。
脳脊髄液減少症への保険適用
脳脊髄液減少症治療の保険適用に貢献した。交通事故など体に受けた強い衝撃で脳脊髄液が漏れ出す脳脊髄液減少症について、治療に有効な「ブラッドパッチ療法」（硬膜外自家血注入療法）の保険適用が2016年4月から開始された。

## 実績

### 防災・減災
安治川大橋・正蓮寺川橋の歩道部分の避難場所指定
津波や洪水などの避難場所として、国道43号線の高架部分である安治川大橋・正蓮寺川橋の歩道部分を緊急避難場所として指定し、約1800人の避難場所を確保した。
南海トラフ地震に備えて堤防の耐震化
大阪府の発表では、南海トラフ巨大地震により、神崎川と左門渡川との中州にある「西淀川区佃地域」では、人口約1万6000人（当時）のうち、最大約1万3000人もの命が奪われる可能性があるとされていた。これを受けて、一日も早く堤防の耐震化工事を実現するよう強く訴えた。その結果、2019年3月には佃地域の堤防工事を完成させることができた。
阪神なんば線「淀川橋梁」架け替え工事が開始
福駅と伝法駅を結ぶ阪神なんば線「淀川橋梁」は、一番低い橋桁部分から水面まで約4mしかない。災害時には橋脚に流木やガレキが引っ掛かり、橋が倒壊する危険性があったため、架け替え工事の実現を強く訴えた。その結果、工事の実施が決定し、2032年6月に完了する予定である。

### 地域の活性化
新大阪駅の大規模工事
大阪5区選出の衆議院議員として、国の予算編成の指針となる「骨太の方針2018」に新大阪駅の機能強化に向けた事業について明記するよう強く主張した。政府との様々な協議の結果、国の重要政策のリストに記述され、2022年10月には新大阪駅周辺地域が、国の「都市再生緊急整備地域」（民間企業の開発をしやすくする特別な地域）に指定された。
JRゆめ咲線「ユニバーサルシティ駅」を整備
「ユニバーサル・スタジオ・ジャパン（USJ）」の最寄り駅であるJRゆめ咲線「ユニバーサルシティ駅」は、通勤・通学や観光客で毎朝、駅内が大混雑していた。地域からの要望を受け、現地を視察。関係者とも協議を重ね、改札を増設することが決定。2020年4月に完成した。
「改正住宅セーフティネット法」を成立
単身高齢者をはじめ、住まいの確保に困難を抱える方々のために、「改正住宅セーフティネット法」を国会で成立させた。同法では、都道府県が指定した「居住支援法人」などが入居後の安否確認や見守りを行う住宅を「居住サポート住宅」として認定する仕組みになっている。
「子育てエコホーム支援事業」などの支援策を拡充
公明党の国土交通部会長として、子育て世帯が省エネ性能の高い住宅を取得しやすくするために「子育てエコホーム支援事業」などの支援策を拡充。また、住宅ローン減税などによる支援も進めた。
不動産取引の際の「水害リスク」の説明義務化
宅地建物取引業法施行規則を改正し、不動産取引時において、水害ハザードマップにおける対象物件の所在地を事前に説明することを義務づけることを提案した。2020年7月に、宅地建物取引業法施行規則の一部が改正された。
地域若者サポートステーションの財源確保
公明党青年委員会委員長として、精神疾患や家族問題など、より厳しい事情を抱え、就業のスタートライン手前の状態にある若者を支援するために、地域若者サポートステーションの設置を推進。その後、同施設の法的な位置付けが明確化され、財源の安定的な確保も実現した。

## 人物
妻（弁護士）と長女と長男がいる。義妹（弟の妻）は漫才師の林家まる子。
小学校高学年から高校まで剣道に励み、有段者（剣道二段）である。
大学を卒業後、弁護士として活動する。名誉毀損訴訟、金銭トラブル、労使紛争、企業再生、DV、離婚案件などを担当した。大阪弁護士会の「子どもの権利委員会」 に所属し、部会長も務めた。無料の電話法律相談「子どもの人権110番」を担当。いじめや不登校、児童虐待などの解決にも尽力してきた。東日本大震災後は福島県で法律相談を行い、被災者支援を行った。
2007年7月、自宅近くの道路から女性の悲鳴が聞こえたことから弟の國重隆とともに自宅を出て、逃走する婦女暴行犯を現行犯逮捕した。
第46回衆議院議員総選挙で國重を推薦した日本維新の会代表代行で大阪市長の橋下徹は、同じ弁護士で名前も同じ「徹」であること親近感を覚えたと応援メッセージを寄せている。同選挙では得票率の半分以上を獲得して当選を果たした。
2016年、西日本防具付空手道連盟の会長に就任した。

## テレビ出演
- 朝まで生テレビ!（テレビ朝日）
- BSフジLIVE プライムニュース（BSフジ）
- 報道ライブ INsideOUT（BS11）
- 報道ライブ21 INsideOUT（BS11）

## 選挙歴
| 当落 | 選挙                   | 執行日         | 年齢 | 選挙区      | 政党   | 得票数     | 得票率 | 定数 | 得票順位 /候補者数 | 政党内比例順位 /政党当選者数 |
| ---- | ---------------------- | -------------- | ---- | ----------- | ------ | ---------- | ------ | ---- | ------------------ | ---------------------------- |
| 当   | 第46回衆議院議員総選挙 | 2012年12月16日 | 38   | 大阪府第5区 | 公明党 | 11万1028票 | 53.80% | 1    | 1/3                | /                            |
| 当   | 第47回衆議院議員総選挙 | 2014年12月14日 | 40   | 大阪府第5区 | 公明党 | 9万2681票  | 57.53% | 1    | 1/3                | /                            |
| 当   | 第48回衆議院議員総選挙 | 2017年10月22日 | 42   | 大阪府第5区 | 公明党 | 9万1514票  | 51.48% | 1    | 1/4                | /                            |
| 当   | 第49回衆議院議員総選挙 | 2021年10月31日 | 46   | 大阪府第5区 | 公明党 | 10万6508票 | 53.14% | 1    | 1/4                | /                            |
| 落   | 第50回衆議院議員総選挙 | 2024年10月27日 | 49   | 大阪府第5区 | 公明党 | 6万5872票  | 30.18% | 1    | 2/5                | /                            |